# Norrsjötjärnen (Sollefteå socken, Ångermanland)
Norrsjötjärnen är en sjö i Sollefteå kommun i Ångermanland och ingår i Ångermanälvens huvudavrinningsområde.